# Hans Tupker
Hans Tupker (Amsterdam, 24 oktober 1935 – Amsterdam, 25 mei 2015) was een Nederlandse architect en docent. Hij is bekend geworden vanwege zijn inzending voor de Chicago Tribune Tower Competition in 1981 waarbij hij een toren ontwierp in de vorm van een machinegeweer, refererend aan het vrijheidsbeeld.

## Biografie
Hij was de zoon van constructietekenaar Paul Johan Tupker (1907 - 1979) die brandweercommandant was te Enschede en Maria (Rie) Tjemmes (1910 - 2000). Op de Kunstacademie van Enschede (AKI) kreeg hij les van onder meer Aldo van Eyck en Joop Hardy, waarbij hij wegwijs werd gemaakt in het structuralisme en andere architectuurstromingen. 
Door zijn vele contacten met bekende buitenlandse architecten zoals Peter Eisenman en Zaha Hadid bracht hij veel leven in het architectuur onderwijs. Hij doceerde voornamelijk in Eindhoven aan de nieuwe hogeschool terwijl in Delft zijn collega Max Risselada de voornaamste docent was. Je kunt vanaf die tijd spreken van de Delftse en Eindhovense school.
Eind 2019 verwief Het Nieuwe Instituut het archief van Tupker.

## Gebouwen
- Arbeidsbureau Almere (1990)
- Woningbouw De Veersche Poort (2004)[2]

- Bibliothèque nationale de France: cb14635391j (data)
- Catàleg d'autoritats de noms i títols de Catalunya: 981058620067806706
- Gemeinsame Normdatei: 13060612X
- International Standard Name Identifier: 0000 0000 7874 5783
- Library of Congress Control Number: nr2004012296
- Système universitaire de documentation: 111223229
- Union List of Artist Names: 500225771
- Virtual International Authority File: 1495145857125222922601
- WorldCat: E39PCjK9kgDHYhfqwQTpCc4jG3